# Canirallus
Canirallus is een monotypisch geslacht van vogels. Er is één soort
- Canirallus oculeus  – Grijskeelral

De soorten tsingygrijskeelral (Mentocrex beankaensis synoniem: Canirallus beankaensis) en madagaskargrijskeelral (M. kioloides synoniem C. kioloides) zijn verplaatst naar het geslacht Mentocrex op grond van moleculair genetisch onderzoek, gepubliceerd in 2019.